# José Belda Mira
|  | No confondre amb el dissenyador José Juan Belda Inglés |

José Belda Mira (Ontinyent, Vall d'Albaida, 18 de març de 1983) és un ciclista valencià. De la seva carrera esportiva destaquen les victòries a la Volta a Lleó i a la Volta a Tenerife.
El 2012 va donar positiu de testosterona, i li va impedir donar el salt al professionalisme.

## Palmarès
- 2006
  - Vencedor d'una etapa de la Volta a Galícia
- 2007
  - 1r a la Volta a Tenerife
- 2008
  - Vencedor de 2 etapes de la Volta a Tenerife
- 2009
  -  Campió d'Espanya en contrarellotge de ciclistes sense contracte
  - 1r a la Volta a Tenerife i vencedor de 3 etapes
  - Vencedor d'una etapa del Circuito Montañés
- 2010
  - 1r a la Volta a Tenerife i vencedor de 3 etapes
  - Vencedor d'una etapa de la Volta a Cantàbria
- 2011
  -  Campió d'Espanya en contrarellotge de ciclistes sense contracte
  - 1r a la Volta a Tenerife i vencedor de 3 etapes
  - 1r a la Volta a Galícia i vencedor d'una etapa
  - 1r a la Volta a Cantàbria i vencedor d'una etapa
  - 1r a la Volta a Castelló
  - 1r a la Volta a la província de València i vencedor de 2 etapes
  - Vencedor d'una etapa del Cinturó a Mallorca
- 2012
  - 1r a la Volta a Lleó i vencedor d'una etapa
  - 1r a la Volta a Tenerife i vencedor d'una etapa